# Hanga Roa
Hanga Roa (in ortografia ufficiale: Haŋa Roa; lett. baia lunga) è la capitale e l'unico centro abitato di rilievo dell'Isola di Pasqua, territorio cileno situato nell'Oceano Pacifico.
Si trova nella parte sud-occidentale dell'isola e, secondo i dati del censimento del 2017, conta 7 322 abitanti che rappresentano circa il 95% della popolazione dell'isola.

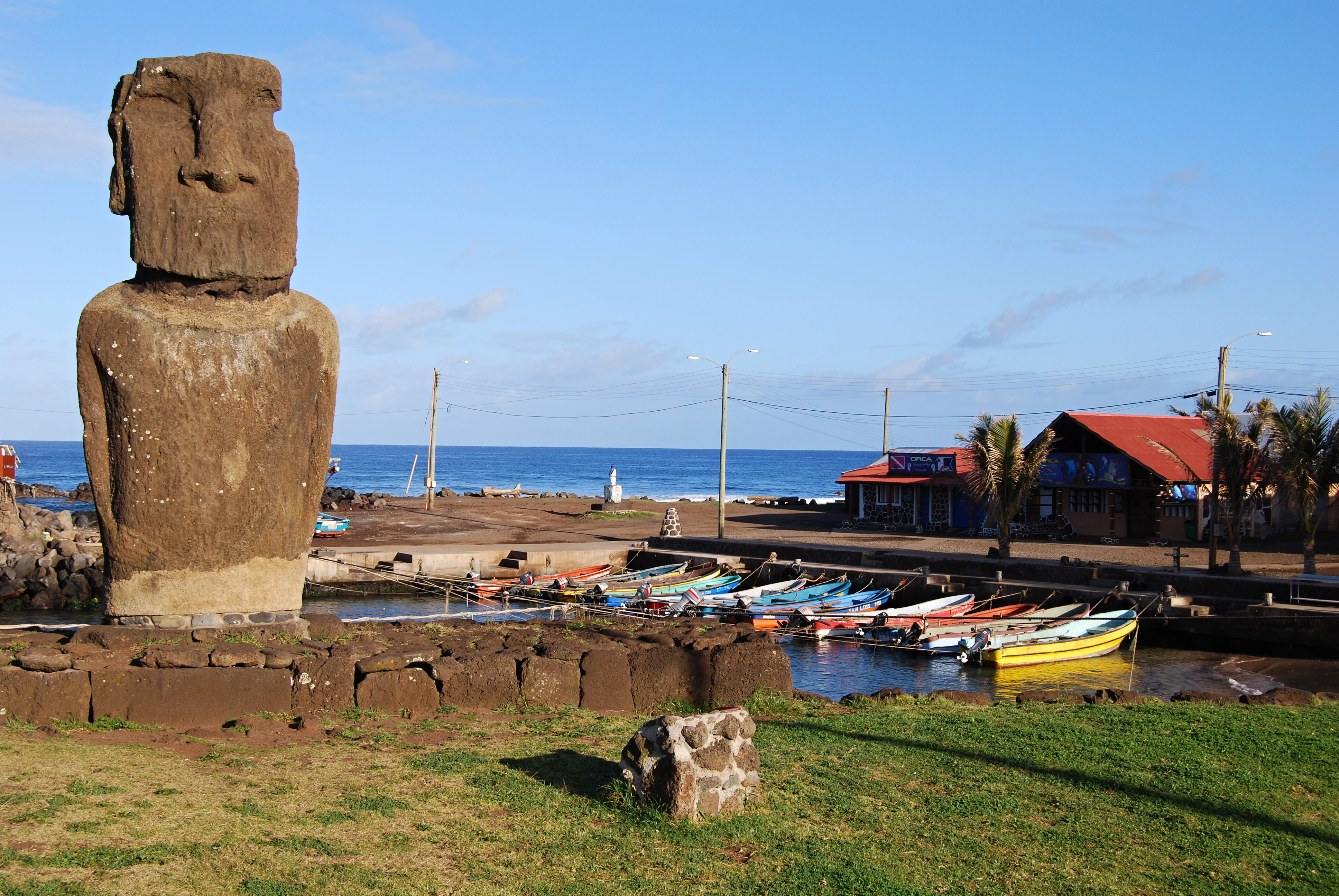
Il porto di Hanga Roa

## Storia
Prima dell'arrivo degli occidentali e della colonizzazione, gli indigeni erano sparsi su tutto il territorio sull'isola. Quando l'olandese Jakob Roggeveen scoprì l'isola, attraccò in un porto naturale, quello che oggi è Hanga Roa, da dove partì per esplorare l'isola. Dopo essere tornato dal suo viaggio, Roggeveen raccomandò ad alcuni olandesi di partire per quell'isola in cerca di fortuna e fama. Nel 1770, Hanga Roa, come la chiamavano chiamata i nativi, era diventata un villaggio di circa trenta abitanti, per lo più commercianti di schiavi, che li esportavano in America. Nel 1885, quando il Cile volle conquistare l'Isola di Pasqua, decise di stabilire lì il proprio campo base, poiché sarebbe stato un buon punto di attracco per le navi della marina e per l'esportazione di alimenti.
Mentre in Cile si cominciavano a creare molti conventillos, ovvero un tipo di edilizia urbana collettiva, lo stesso Stato cileno creò una sorta di ghetto, imponendo alla popolazione Rapa Nui gravi restrizioni alla libertà di movimento e allo sfruttamento delle proprie terre. I locali furono confinati a Hanga Roa dove erano costretti a vivere in condizioni di estrema povertà, potendo uscire solo per lavorare quasi gratuitamente. Inoltre, il ghetto fu utilizzato per isolare malattie provenienti dall'esterno, come la lebbra e la tubercolosi. Dopo diversi anni di sfruttamento e due grandi rivolte, gli abitanti dell'isola iniziarono ad essere considerati cittadini cileni.
Attualmente, l'isola è una provincia della regione di Valparaíso; tuttavia, i movimenti regionalisti di Pasqua perseguono l'obiettivo di convertire l'isola in una regione distinta dal resto della regione di Valparaíso, includendo anche l'isola Sala y Gómez.

## Geografia
Geograficamente, Hanga Roa si trova sulla costa occidentale dell'isola, di cui è l'unico centro urbano abitato. Il villaggio si affaccia su una baia naturale, che offre un porto protetto, ed è circondato da terreni agricoli e colline vulcaniche.
La principale via dell'isola, Atamu Tekena, è il cuore del paese. Lungo questa strada si trovano molti hotel, ristoranti, negozi di alimentari e farmacie. Nel 1998 la strada fu rinominata in onore del re Rapa Nui del XIX secolo Atamu te Kena.

## Infrastrutture e trasporti
L'Aeroporto Internazionale di Mataveri, situato nella zona meridionale di Hanga Roa, è servito dalla compagnia aerea di bandiera cilena LATAM, che offre voli diretti per Santiago del Cile. È considerato l'aeroporto più remoto al mondo, essendo situato a circa 3 759 chilometri dall'Aeroporto Internazionale Arturo Merino Benítez di Santiago del Cile.